# Panjani
Panjani is een plaats in de gemeente Hrvatska Kostajnica in de Kroatische provincie Sisak-Moslavina. De plaats telt 147 inwoners (2001).